# Organ regulacyjny
Organ regulacyjny – instytucja powołana przez państwo do sprawowania nadzoru nad określonym rynkiem. Organ regulacyjny posiada gwarantowany prawnie duży zakres niezależności od podmiotów publicznych oraz od przedsiębiorców i innych podmiotów działających na odnośnym regulowanym przez niego rynku. Wykonuje on w regulowanym przez siebie sektorze stosowne przypisane mu ustawowo zadania i kompetencje regulacyjne. Do najważniejszych zadań organu regulacyjnego należą: udzielanie uprawnień do prowadzenia działalności gospodarczej, rozstrzyganie sporów, ingerowanie w taryfy cenowe stosowane przez przedsiębiorstwa oraz realizowanie polityki konkurencji w danym sektorze. Zadania te polegają także na: współrealizowaniu lub
koordynowaniu polityki (strategii) państwa w danym sektorze; wspieraniu i ochronie konkurencji w regulowanych sektorach oraz chronieniu tam interesów konsumentów; zarządzaniu dobrami rzadkimi występującymi w danym sektorze; dopuszczaniu przedsiębiorców do rynków oraz sprawowaniu nadzoru nad wykonywaniem przez nich działalności gospodarczej; gwarantowaniu bezpieczeństwa w regulowanych sektorach oraz sprawowaniu tam nadzoru nad integralnością chronionych dóbr policyjnych. 
Organ regulacyjny wyposażony jest typowo w bardzo szerokie kompetencje, przekraczające uprawnienia typowych organów administracji. Celem powołania organów regulacyjnych jest uniezależnienie ich decyzji od aktualnych wpływów politycznych. Wzorce takich niezależnych organów zostały zaczerpnięte ze Stanów Zjednoczonych. W praktyce, na obsadę stanowisk ma istotny wpływ aktualny rząd. Ograniczone możliwości odwołania ze stanowiska powodują, że kolejny rząd nie ma możliwości oddziaływania na organ w sposób bezpośredni. Istnieją jednak możliwości wpływu pośredniego np. poprzez alokację środków finansowych.

## Organy regulacyjne w Polsce
W obowiązującym prawodawstwie w Polsce ogólnym regulatorem rynku jest Prezes Urzędu Ochrony Konkurencji i Konsumentów.
Ponadto ustanowiono sektorowe organy regulacyjne, które regulują niektóre rynki w sposób niemal całościowy, a kompetencje Prezesa UOKiK w odniesieniu do tych rynków bywają znacznie ograniczone lub wręcz wyłączone na rzecz odpowiednich organów sektorowych. Najważniejsze z organów sektorowych to, odpowiednio:
- dla rynku radiofonii i telewizji – Krajowa Rada Radiofonii i Telewizji
- dla rynku finansowego – Komisja Nadzoru Finansowego
- dla rynku zamówień publicznych – Prezes Urzędu Zamówień Publicznych
- dla rynku telekomunikacyjnego i pocztowego – Prezes Urzędu Komunikacji Elektronicznej
- dla rynku paliw i energii – Prezes Urzędu Regulacji Energetyki
- dla rynku transportu kolejowego – Prezes Urzędu Transportu Kolejowego
- dla rynku lotnictwa cywilnego – Prezes Urzędu Lotnictwa Cywilnego
- dla rynku transportu drogowego – Inspekcja Transportu Drogowego
- dla rynku transportu wodnego śródlądowego – dyrektor urzędu żeglugi śródlądowej
- dla rynku transportu morskiego – dyrektor urzędu morskiego
- dla rynku gier hazardowych – Minister Finansów
- dla rynku audytu – Polska Agencja Nadzoru Audytowego
- dla rynku imprez turystycznych i powiązanych usług turystycznych – marszałek województwa
- dla zbiorowego zaopatrzenia w wodę i zbiorowego odprowadzania ścieków – dyrektor regionalnego zarządu gospodarki wodnej Państwowego Gospodarstwa Wodnego Wody Polskie
- dla działalności powodującej lub mogącej powodować narażenie ludzi i środowiska na promieniowanie jonizujące – Prezes Państwowej Agencji Atomistyki
- dla prowadzenia badań klinicznych i dopuszczania do obrotu produktów leczniczych – Prezes Urzędu Rejestracji Produktów Leczniczych, Wyrobów Medycznych i Produktów Biobójczych oraz, odpowiednio:
  - dla wytwarzania i obrotu produktami leczniczymi dla ludzi – organy Państwowej Inspekcji Farmaceutycznej
  - dla wytwarzania i obrotu produktami leczniczymi weterynaryjnymi – organy Inspekcji Weterynaryjnej.

Kompetencje nadzorcze mogą przysługiwać całej instytucji lub jej kierownikowi.